# Acanthocheilinae
Die Acanthocheilinae sind eine Unterfamilie der Spulwürmer mit acht Arten. Sie sind Parasiten bei Haien.

## Merkmale
Merkmale der Unterfamilie sind die drei sehr kleinen Lippen, die Position der Exkretionspore in Höhe des Nervenrings, ein beidseitiges Exkretionssystem, dessen Ventraldrüse am linken hinteren Kanälchen vor der Ösophagus-Darm-Verbindung liegt, der rundliche Ventriculus, das Fehlen von Ösophagus-Anhängen, die einfachen Spicula ohne Gubernaculum sowie die zahlreichen Papillenpaare vor der Kloake.

## Systematik
Die Acanthocheilinae enthalten nur eine Tribus (Acanthocheilini) mit wiederum nur einer Untertribus (Acanthocheilinii) und zwei Gattungen:
- Acanthocheilus Molin, 1858
- Metanisakis Mozgovoi, 1951